# Presidente Castelo Branco (Parana)
Presidente Castelo Branco – miasto i gmina w Brazylii, w stanie Parana. Znajduje się w mezoregionie Norte Central Paranaense i mikroregionie Astorga.